# Rajpur (Uttar Pradesh)
Rajpur – miasto w północnych Indiach w stanie Uttar Pradesh, na Nizinie Hindustańskiej.
Populacja miasta w 2001 roku wynosiła 9236 mieszkańców.